# Делчево
Делчево (мкд. Делчево; до 1951. Царево Село, мкд. Царево Село) је град у Северној Македонији, у источном делу државе. Делчево је седиште истоимене општине, као и средиште високопланинске области Пијанец.

## Географија
Град Делчево је смештено у источном делу Северне Македоније, близу државне границе са Бугарском — 10 km источно од града. Од најближег већег града, Кочана град је удаљен 50 km источно, а од главног града Скопља 160 km источно.
Рељеф: Делчево је средиште историјске области Пијанец. Насеље је положено у тзв. Делчевској котлини, коју гради река Брегалница. Насеље је положено на приближно 600 метара надморске висине. Северно од града издижу се Осоговске планине, јужно планина Голак, а источно планина Влајна.
Клима у Делчеву је континентална.
Воде: Кроз Делчево тече река Брегалница, која дели град на два дела.

## Историја
Делчево се, по предању, називало Васиљево, што преведено са грчког значи Царево Село. Насеље Царево Село се спомиње први пут у једној повељи цара Душана (између 1347. и 1350. године). За време Турака насеље се називало Султанија.
До 17. века насеље је лежало на десној страни реке Брегалнице, близу пута за Благоевград. Средином 17. века околину града посећује и султан Мехмед IV. 
Средином 19. века почела је да се развија чаршија и да расте удео словенског живља у насељу.
За време на балканских ратова велики број муслиманског становништва је напустило град.
Године 1931. број становника се повећао на 3.746.
Данашњи назив је добило 1951, по револуционару ВМОРО-а Гоце Делчеву.

## Становништво
Делчево је према последњем попису из 2021. године имало 9.644 становника.
| Национални састав према попису из 2021.‍ | Национални састав према попису из 2021.‍ | Национални састав према попису из 2021.‍ | Национални састав према попису из 2021.‍ | Национални састав према попису из 2021.‍ |
| --------------------------------------- | --------------------------------------- | --------------------------------------- | --------------------------------------- | --------------------------------------- |
|                                         |                                         |                                         |                                         |                                         |
| Македонци                               | Македонци                               |                                         | 8.526                                   | 88,4%                                   |
| Роми                                    | Роми                                    |                                         | 389                                     | 4%                                      |
| Турци                                   | Турци                                   |                                         | 99                                      | 1%                                      |
| непописани                              | непописани                              |                                         | 542                                     | 5,6%                                    |

Већинска вероисповест становништва је православље.

## Галерија
- Средиште Делчева
- Културни дом АСНОМ-а
- Основна школа „Св. Климент Охридски”
- Градска средња школа